# Pap (étel)

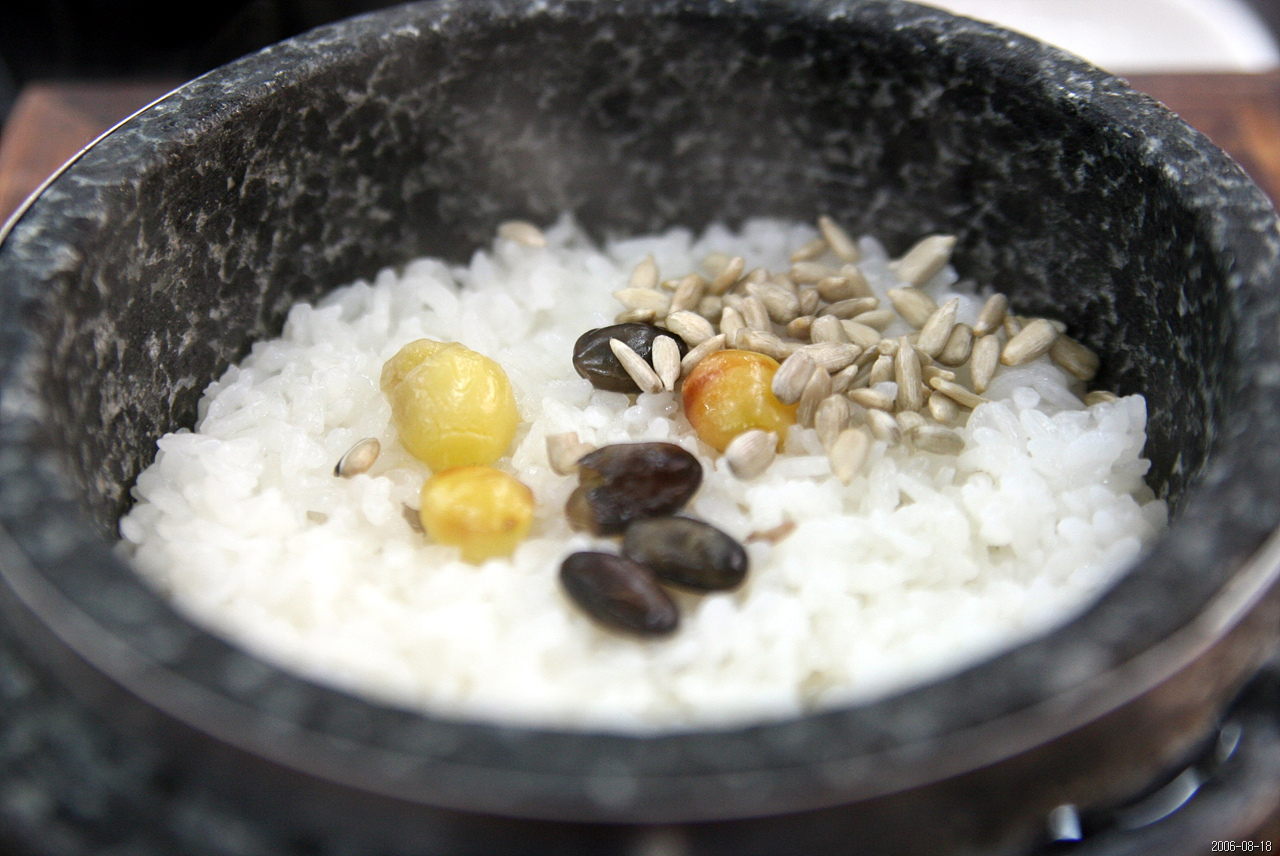
Pap (Bap)

A pap (hangul: 밥, RR: bap) a koreai gasztronómiában kettős jelentéssel bír. Egyrészt az étel általános megnevezése, például a pabul mokta (babeul meokda) (밥을 먹다) jelentése „enni”. Másrészt a rizsből készült ételek összefoglaló neve is egyben, ezek lehetnek egyszerű rizsételek vagy más gabonából készült ételek, vagy rizs és gabona keveréke. A pap (bap) készítéséhez rövid szemű, tapadós rizst használnak, gyakran keverik babbal, árpával, cirokkal, gesztenyével.
Ha az étel csak fehér rizst tartalmaz, akkor sszalbap (ssalbap)nak (쌀밥) nevezik, ha árpával keverik, akkor poribap (boribap)nak (보리밥), ha kölessel, akkor csobap (jobap)nak (조밥).
A pap (bap) Koreában alapvető étel, minden étkezésnél jelen van.
A rizsfőzéskor az edény alján lévő ropogós, kicsit odaágett rizsréteg elnevezése nurungdzsi, ezt többféleképp is újrahasznosítják.

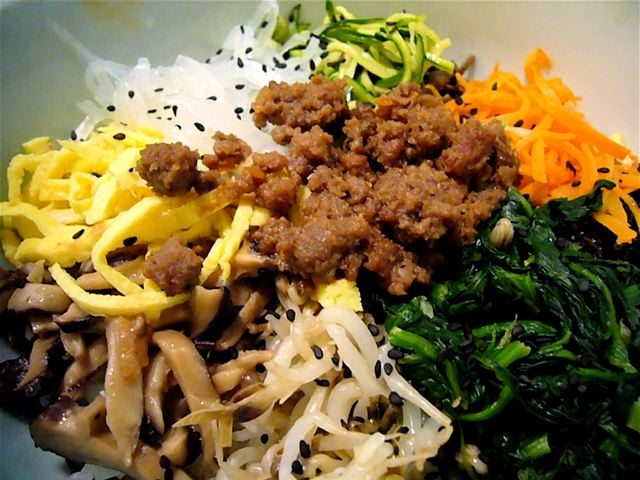
pibimbap
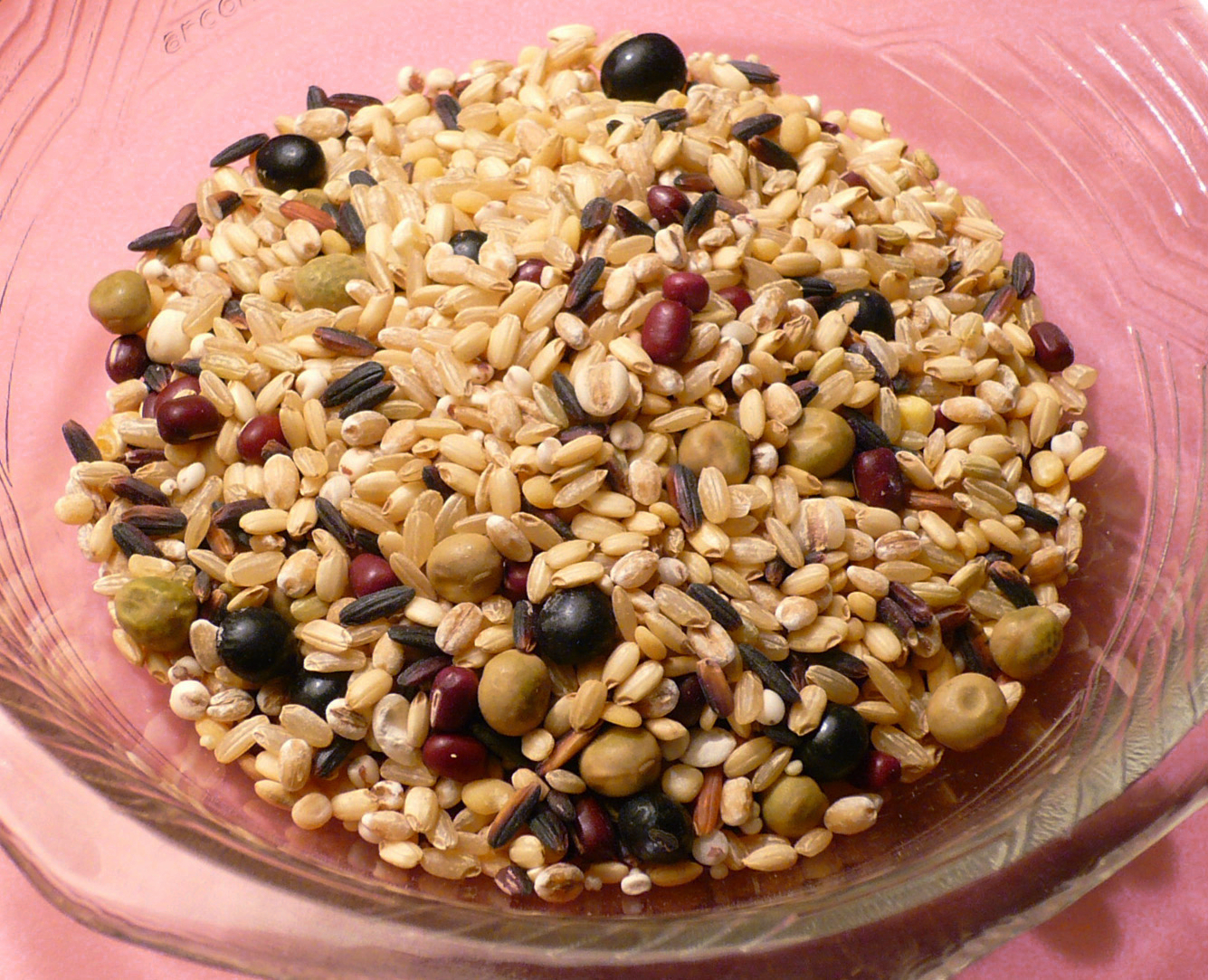
khongbap-keverék szárítva
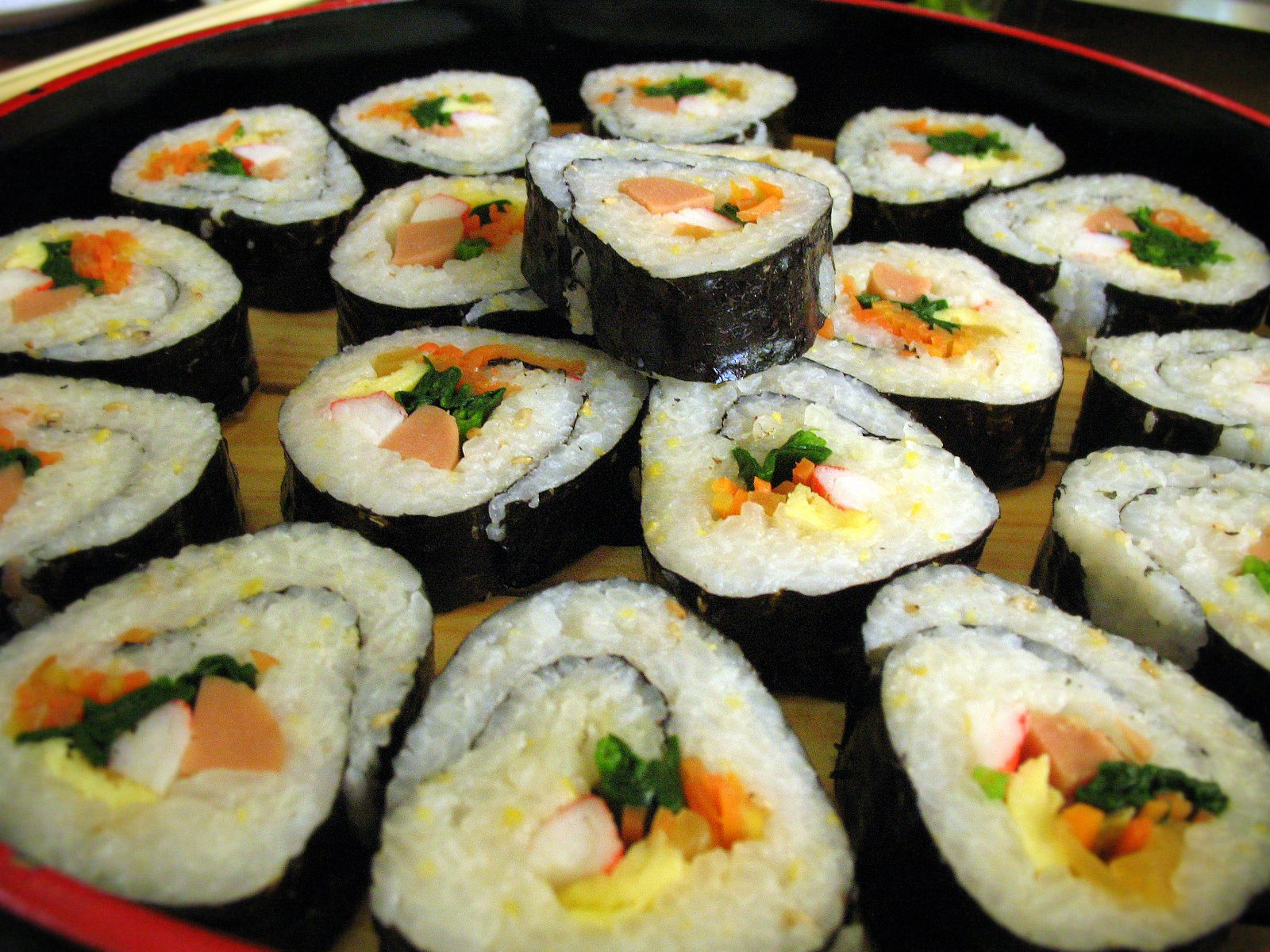
kimbap
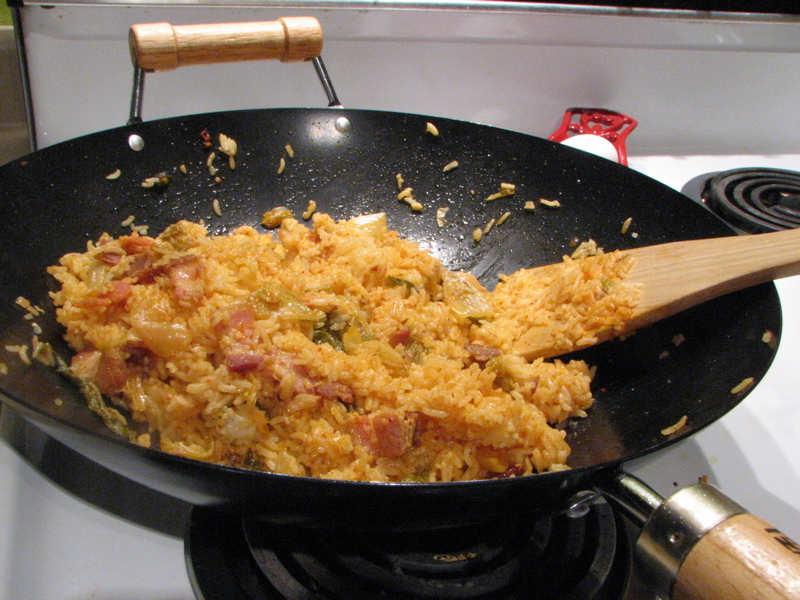
kimcshi pokkumbap